# Lluís Jaume Salom Horrach
Lluís Jaume Salom Horrach   (Palma, 7 d'agost de 1991 - Sant Cugat del Vallès, 3 de juny de 2016), més conegut com a Luis Salom, va ser un pilot de motociclisme mallorquí que corria al Mundial de Motociclisme en la categoria de Moto2. La temporada 2012 fou subcampió del Món de Moto3.

## Trajectòria
Salom començà a competir a l'edat de vuit anys, tot guanyant el Campionat de les Illes Balears de Supermoto en 50 cc. D'ençà del 2005 anà progressant als campionats de 125 cc i va esdevenir campió de les Balears durant dos anys consecutius, fins que passà a competir en el Campionat estatal (CEV) l'any 2007.
La seva primera temporada sencera al campionat estatal hi acabà setè, amb un únic podi assolit al Circuit de Catalunya. Participà també a la Red Bull MotoGP Rookies Cup d'aquell any, acabant-hi en quart lloc gràcies a una victòria al Circuit d'Assen i un segon al de Jerez. El 2008 seguí a la Copa Red Bull, guanyant-ne quatre de les cinc primeres curses que li atorgaren un avantatge de 13 punts envers J. D. Beach. Tanmateix, Beach acabaria avançant Salom en quatre punts al final de la temporada, ja que el mallorquí s'hagué de retirar a les curses de Sachsenring i Brno. Aquell any fou també Subcampió al CEV, rere el basc Efrén Vázquez.

### Al mundial de motociclisme

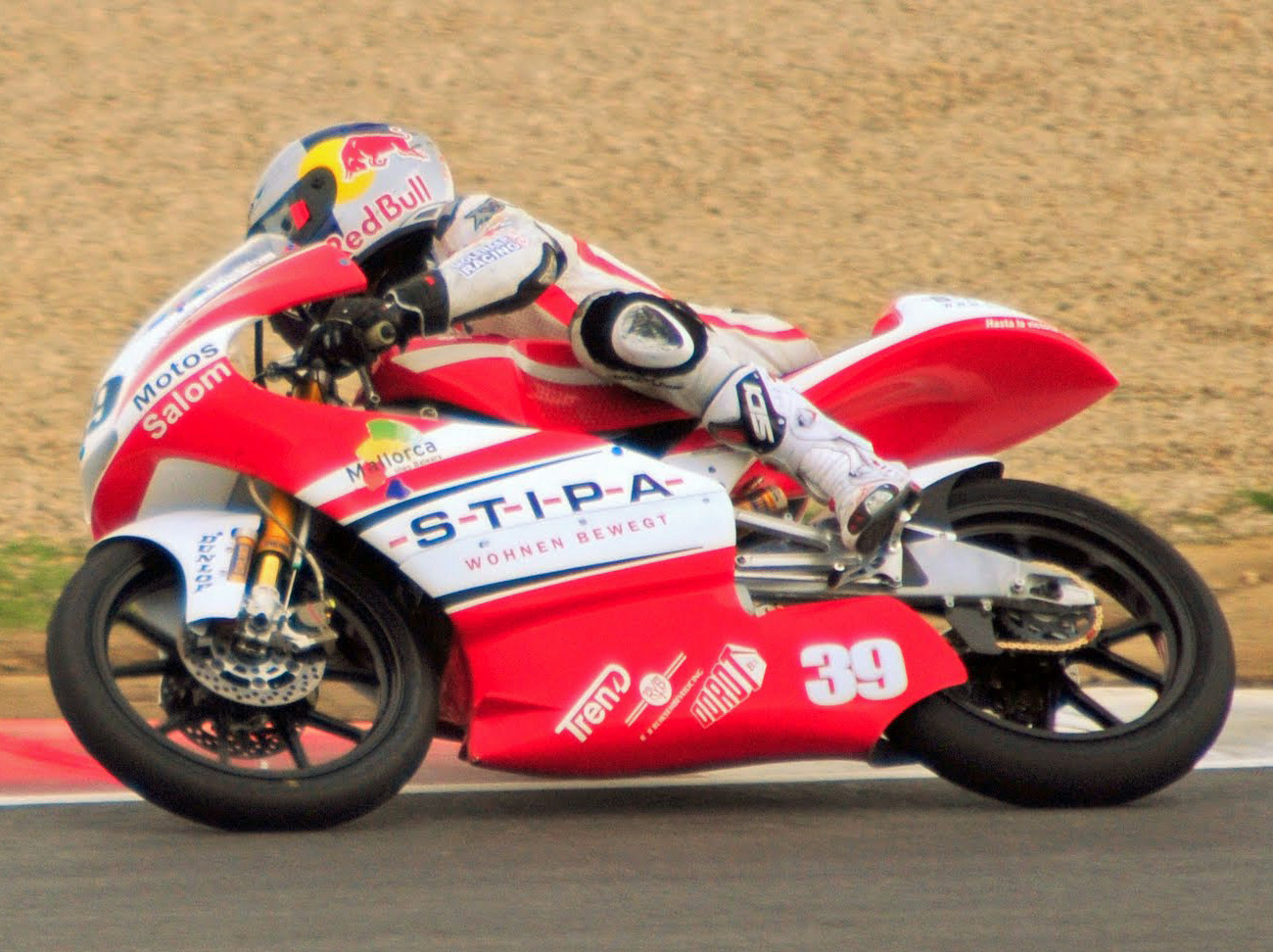
Salom a Silverstone el 2010

El seu debut en Gran Premi es produí com a wildcard ("comodí") al Gran Premi d'Espanya de 2009, acabant-hi en vint-i-tresena posició. Després d'una altra aparició com a wildcard al Gran Premi de Catalunya, el juny d'aquell any fou fitxat per l'escuderia Jack & Jones (Aprilia) pel que quedava de temporada, substituint Simone Corsi. A la seva segona cursa com a pilot de Jack & Jones, acabà 13è i aconseguí puntuar, acumulant un total de 21 punts en dotze curses amb l'Aprilia. El seu millor resultat fou un sisè lloc al Gran Premi de Gran Bretanya, a Donington Park.
De cara a la temporada de 2010 fitxà per l'equip Lambretta i aconseguí l'únic punt de l'equip en tota la temporada a Xerès. Tot seguit canvià a l'equip Stipa-Molenaar Racing per a la resta de la temporada. D'ençà d'aleshores, aconseguí 71 punts més, incloent nou curses acabades entre els deu primers, que el situaren en dotzena posició final del campionat.
La temporada de 2011 començà amb força empenta i assolí la seva millor classificació en aquest campionat: la vuitena plaça final, amb sengles segons llocs als Grans Premis dels Països Baixos i d'Austràlia.

## Accident mortal
La temporada de 2016 patí un greu accident al revolt 12 del Circuit de Barcelona-Catalunya durant la segona sessió d'entrenaments lliures corresponents al Gran Premi de Catalunya de motociclisme. Va perdre el control de la moto, que va impactar contra les barreres de protecció i pocs segons després el propi pilot contra el vehicle. Els serveis d'atenció mèdica van arribar immediatament al lloc de l'accident, on el van intentar reanimar. Fou evacuat a l'Hospital General de Catalunya, on se l'operà d'urgència, però no pogué superar les greus lesions patides i va perdre la vida a les 16:55.

## Resultats al Mundial de motociclisme
A 31 de desembre de 2012

### Per temporada
| Any   | Categoria | Moto      | Cursa | Victòria | Podi | pole | FLap | Punts | Posició |
| ----- | --------- | --------- | ----- | -------- | ---- | ---- | ---- | ----- | ------- |
| 2009  | 125cc     | Honda     | 12    | 0        | 0    | 0    | 0    | 21    | 22è     |
| 2009  | 125cc     | Aprilia   | 12    | 0        | 0    | 0    | 0    | 21    | 22è     |
| 2010  | 125cc     | Lambretta | 16    | 0        | 0    | 0    | 0    | 72    | 12è     |
| 2010  | 125cc     | Aprilia   | 16    | 0        | 0    | 0    | 0    | 72    | 12è     |
| 2011  | 125cc     | Aprilia   | 15    | 0        | 2    | 0    | 0    | 116   | 8è      |
| 2012  | Moto3     | Kalex KTM | 17    | 2        | 8    | 0    | 1    | 214   | 2n      |
| Total |           |           | 60    | 2        | 10   | 0    | 1    | 423   |         |

### Per categoria
| Categoria | Anys      | 1r GP             | 1r Podi                    | 1a Victòria            | Cursa | Victòria | Podis | Pole | FLap | Punts | C. del Món |
| --------- | --------- | ----------------- | -------------------------- | ---------------------- | ----- | -------- | ----- | ---- | ---- | ----- | ---------- |
| 125 cc    | 2009–2011 | GP d'Espanya 2009 | GP dels Països Baixos 2011 |                        | 43    | 0        | 2     | 0    | 0    | 209   | 0          |
| Moto3     | 2012–     | GP de Qatar 2012  | GP d'Espanya 2012          | GP d'Indianapolis 2012 | 17    | 2        | 8     | 0    | 1    | 214   | 0          |

### Curses per any
(Ids. Grans Premis | Llegenda) (Curses en negreta indiquen pole; curses en  itàlica indiquen volta ràpida)
| Any  | Categoria | Moto      | 1       | 2       | 3      | 4       | 5       | 6       | 7       | 8       | 9       | 10      | 11     | 12     | 13     | 14      | 15     | 16      | 17     | Posició | Punts |
| ---- | --------- | --------- | ------- | ------- | ------ | ------- | ------- | ------- | ------- | ------- | ------- | ------- | ------ | ------ | ------ | ------- | ------ | ------- | ------ | ------- | ----- |
| 2009 | 125cc     | Honda     | QAT     | JPN     | ESP 23 | FRA     | ITA     | CAT Ret |         |         |         |         |        |        |        |         |        |         |        | 22è     | 21    |
| 2009 | 125cc     | Aprilia   |         |         |        |         |         |         | DTT 16  | GER 13  | GBR 6   | CZE Ret | INP 13 | SM 21  | POR 15 | AUS 19  | MAL 15 | VAL 13  |        | 22è     | 21    |
| 2010 | 125cc     | Lambretta | QAT Ret | ESP 15  |        |         |         |         |         |         |         |         |        |        |        |         |        |         |        | 12è     | 72    |
| 2010 | 125cc     | Aprilia   |         |         | FRA 10 | ITA NVC | GBR Ret | DTT 8   | CAT Ret | GER Ret | CZE 10  | INP 12  | SM Ret | ARA 10 | JPN 8  | MAL 8   | AUS 8  | POR 5   | VAL 10 | 12è     | 72    |
| 2011 | 125cc     | Aprilia   | QAT 8   | ESP Ret | POR 8  | FRA 10  | CAT Ret | GBR 4   | DTT 2   | ITA 6   | GER 5   | CZE NVC | INP    | SM Ret | ARA 5  | JPN 23  | AUS 2  | MAL Ret | VAL 7  | 8è      | 116   |
| 2012 | Moto3     | Kalex KTM | QAT 4   | ESP 2   | POR 3  | FRA Ret | CAT 10  | GBR 2   | DTT 4   | GER 3   | ITA Ret | INP 1   | CZE 2  | SM 2   | ARA 1  | JPN Ret | MAL 4  | AUS 15  | VAL 10 | 2n      | 214   |